# Geraldine Page
Geraldine Sue Page (22. listopadu 1924 – 13. června 1987) byla americká divadelní a filmová herečka. Získala uznání za svou práci na Broadwayi i v hlavních hollywoodských filmech a televizních produkcích, získala Oscara za nejlepší ženský herecký výkon ve filmu Cesta do Bountifulu z roku 1985 (z osmi nominací), dvě ceny Primetime Emmy, dva Zlaté glóby, jednu cenu BAFTA a čtyři nominace na cenu Tony.
Je rodačkou z Kirksville v Missouri, studovala na Art Institute of Chicago. Společně s Utou Hagen a Lee Strasbergem v New Yorku, si zahrála svou první významnou roli ve westernovém filmu Hondo (1953). Za něj získala svou první cenu Akademie za nejlepší herečku ve vedlejší roli. Následně byla na základě svého spojení s Hagenem zařazena na černou listinu v Hollywoodu a nepracovala ve filmu osm let. Page se nadále objevovala v televizi a na jevišti a získala první nominaci na cenu Tony za svůj výkon ve filmu Sladký pták mládí (1959–60), což byla role, kterou v roce 1962 přetvořila ve filmovou adaptaci, přičemž druhá z nich získala ocenění Zlatý glóbus.
Za své role ve filmech Nyní jsi velký kluk (1966) a Pete 'n' Tillie (1972) získala další nominace na Oscara. Poté následovala nominace Tony za její výkon ve scénické produkci Absurd Person Singular (1974–75). Další filmové vystoupení během této doby obsahovalo thriller What Ever Happened to Aunt Alice? (1969) společně s Ruth Gordon a Oklamaný (1971) spolu s Clintem Eastwoodem. V roce 1977 poskytla hlas Madam Medůze ve filmu Zachránci od Walta Disneye, následovala role ve filmu Interiéry Woodyho Allena (1978), která jí přinesla cenu BAFTA za nejlepší ženský herecký výkon ve vedlejší roli.
Poté, co byla v roce 1979 uvedena do Americké divadelní síně slávy za své jevištní dílo, se Page vrátila do Broadwaye s hlavní rolí v Agnes of God (1982) a získala třetí nominaci na cenu Tony. Page byla nominována na Oscara za herecké výkony v Pope of Greenwich Village (1984) a The Trip to Bountiful (1985), z nichž za poslední získala Oscara za nejlepší herečku. Page zemřela ve svém bytě v New Yorku v roce 1987 uprostřed série představení Blithe Spirit na Broadwayi, za který získala čtvrtou nominaci na Tony Award.

## Filmografie (výběr)
- 1953 Hondo
- 1961 Summer and smoke
- 1963 Toys in the Attic
- 1964 Dear Heart
- 1966 You're a Big Boy Now
- 1967 The Happiest Millionaire
- 1969 Whatever Happened to Aunt Alice?
- 1970 The Beguiled
- 1975 The Day of the Locust
- 1977 The Rescuers
- 1978 Interiors
- 1982 The Blue and the Gray
- 1984 The Pope of Greenwich Village
- 1985 The Bride
- 1985 White Nights
- 1985 The Trip to Bountiful

## Galerie

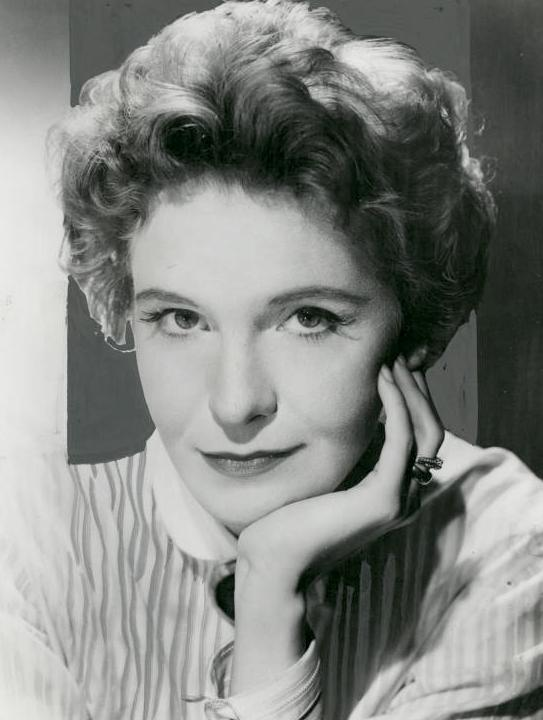
Geraldine Page, 1956
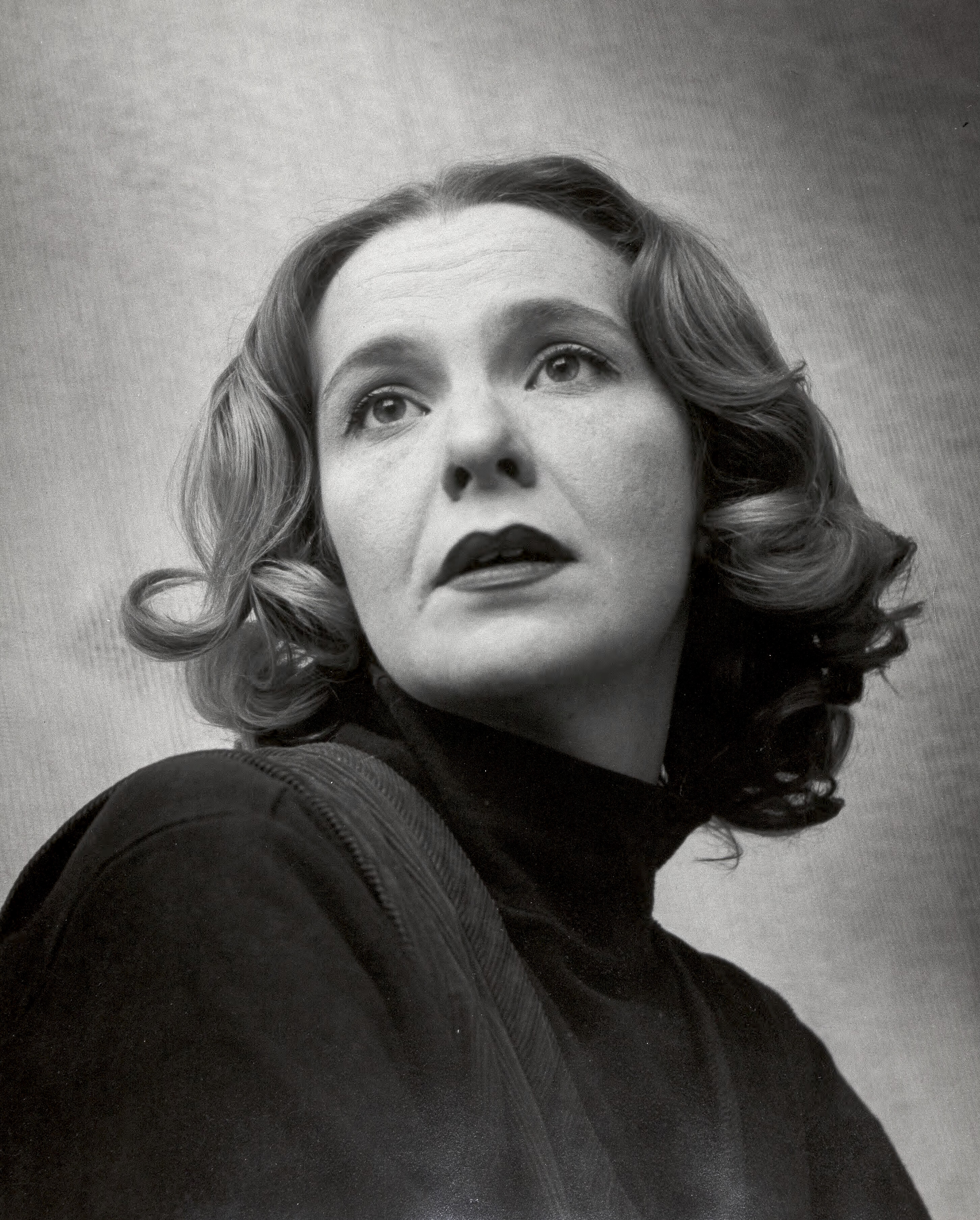
Geraldine Page, 1950-1960
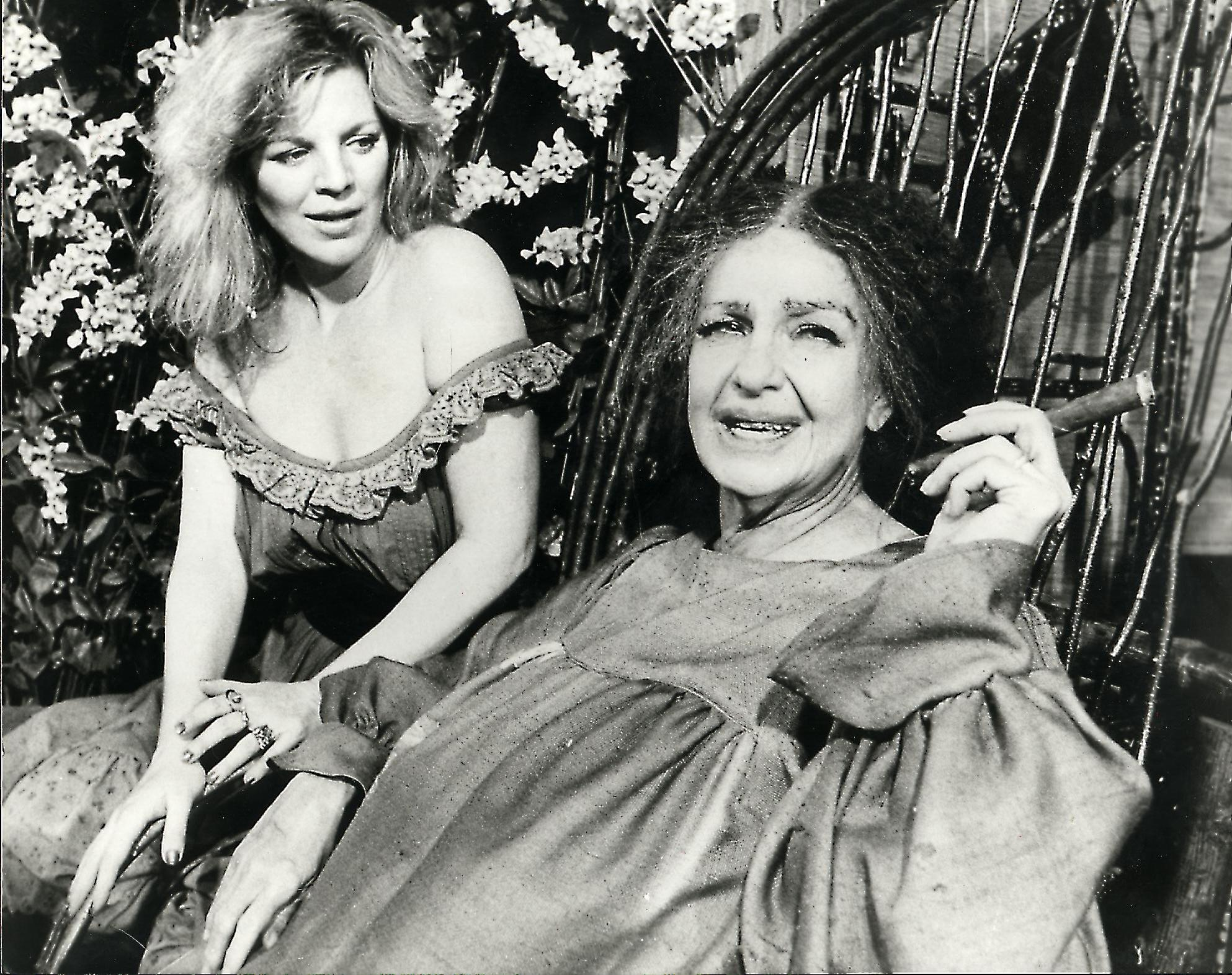
Geraldine Page a Sabra Jones, divadlo Mirror Theater, 1984
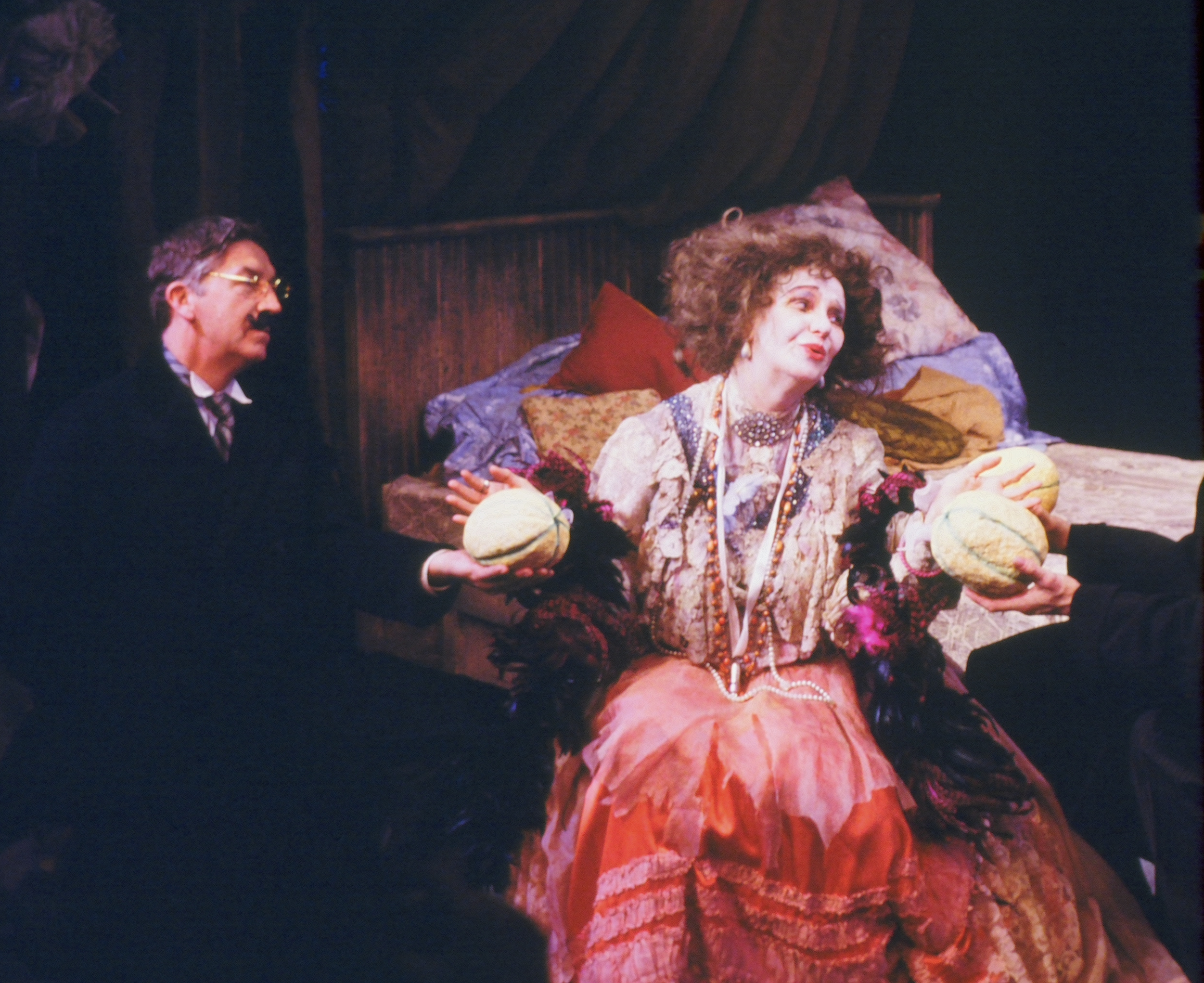
Geraldine Page a Brian Clark, Madwoman of Chaillot, divadlo Mirror Theater, 1984
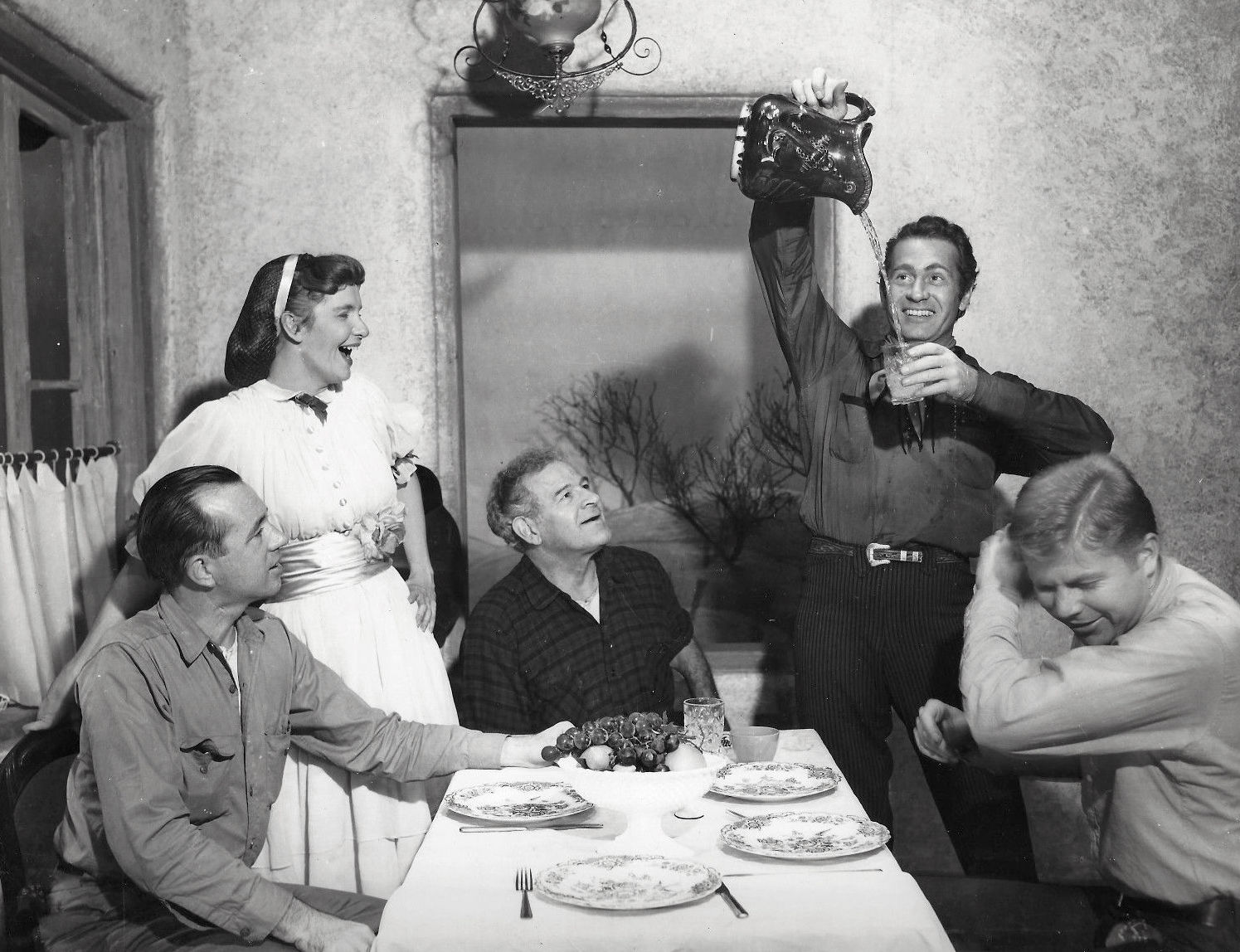
Joseph Sullivan, Geraldine Page, Cameron Prud'homme, Darren McGavin a Albert Salmi, 1954